# Club Hípico Argentino
El Club Hípico Argentino es una institución social y deportiva hípica argentina, fundada en 1909 en Buenos Aires. 

## Historia
El 14 de agosto de 1909 se fundó en el salón de actos del diario La Prensa, en Buenos Aires, el Club Hípico Argentino, siendo elegido presidente Bernardo Meyer Pellegrini por votación unánime. Al año siguiente, con motivo del Centenario de la Revolución de Mayo, el Poder Ejecutivo confió al Club la organización de un concurso internacional. Con una impactante ceremonia, que incluyó hasta fuegos artificiales, se celebró el concurso inaugural en el Pabellón de las Rosas en frente del Monumento a los Españoles. Entre las personalidades que asistieron, estuvo la Infanta Isabel de Borbón; mientras que el presidente José Figueroa Alcorta ofició de anfitrión.
En 1914, se realizó un concurso en honor al Presidente de los Estados Unidos, Teodoro Roosevelt, quien se encontraba de visita en el país. 
En 1916, el Club Hípico Argentino adquirió un predio en la calle Beruti 4566, Buenos Aires, donde instaló una modesta caballeriza para 35 caballos, un pequeño picadero cubierto y la administración. Ocho años más tarde, el Club Hípico Argentino tenía 400 socios, y este crecimiento lo obligó a buscar una nueva sede. Así en 1925, la entidad obtuvo el usufructo por parte del Ejército por 20 años de un terreno en la avenida Vértiz (hoy Avenida del Libertador), entre Migueletes y Arce. En aquel entonces era una zona prácticamente despoblada, con terrenos baldíos. Se construyeron pistas de salto, tribunas y un picadero cubierto, y asimismo caballerizas para 120 equinos. Con los ingresos obtenidos por la venta de la sede Berutti y aportes de la Superintendencia de Hipódromos y Jockey Club, entre otros recursos, se inauguró a finales de 1929 la nueva sede social, un chalet de dos plantas con vista a la avenida Vértiz.
Cuando venció el usufructo, el Club, en ese momento bajo la presidencia del Mayor Oscar Goulú, inició tratativas para conseguir una sede permanente. Así fue que la mudanza al barrio de Núñez comenzó en 1959. El 19 de agosto de 1961, se inauguró formalmente la caballeriza número 1, hito que marcó el comienzo de una nueva etapa para el club, considerado decano del hipismo argentino. En 1966, el Club Hípico Argentino fue sede del VI Campeonato Mundial de Saltos, evento que contó con la presencia del Príncipe Felipe de Edimburgo y Pedro Oscar Mayorga, presidente y vicepresidente respectivamente de la Federación Ecuestre Internacional, y muchos otros dignatarios. También fue inaugurado en esa ocasión el picadero cubierto, nombrado en honor del Coronel Esteban Mallo, jinete internacional, presidente del Club y además titular de la Federación Ecuestre Argentina en aquel entonces.
Asimismo ha oficiado de sede para otros importantes concursos internacionales, tales como: el Campeonato Sudamericano de Salto en 1974, el concurso internacional en honor de los 500 Años del Descubrimiento de América, que contó con la participación de la Infanta Elena de España en 1992, y las competencias de salto de los Juegos Panamericanos en 1995 para mencionar sólo algunos. 
Cabe señalar que el Club Hípico Argentino ha sido sede de casi todos los campeonatos nacionales de salto y adiestramiento desde sus comienzos en 1940. 
Actualmente, el Club cuenta con una pista de césped, caballerizas para 300 equinos, varias pistas de arena, y un picadero cubierto con capacidad para 5000 espectadores. Otras comodidades son: una importante sede social, una pileta olímpica, un gimnasio y solárium.

## Otros usos
En el Club Hípico Argentino, se realizan a menudo conciertos y shows internacionales, utilizando su pista cubierta de gran tamaño. Los días 10 y 11 de diciembre del 2010, se realizó el show del DJ Armin van Buuren, conocido como Armin Only con una gran convocatoria y una duración de 7 horas. También ha sido sede de varias competiciones de Rap, como la Red Bull Batalla De Los Gallos y la Freestyle Master Series.